# Francis de Noyelle
Vous lisez un « bon article » labellisé en 2017.
Pour les articles homonymes, voir Noyelle.
Francis de Noyelle est un diplomate français, né le 9 décembre 1919 à Paris où il est mort le 30 mars 2017. Il est notamment ambassadeur de France au Népal entre 1980 et 1984.
Pendant la Seconde Guerre mondiale, après deux années passées dans le cabinet du préfet de l'Hérault, Francis de Noyelle joue un rôle important dans la résistance intérieure française, notamment en Isère et à Paris. Membre du réseau Goélette, sa mission est de recruter des partisans et de trouver des adresses pour stocker l'ensemble des documents volés aux nazis pendant l'Occupation. Il reçoit plusieurs distinctions pour ses actes de résistance.
Après la guerre, il entame une carrière diplomatique qui va s'étendre sur 40 ans. Alors secrétaire à l'ambassade de New Delhi, il est membre de la célèbre expédition française de 1950 menée par Maurice Herzog qui conquiert l'Annapurna. Par la suite, Francis de Noyelle alterne entre des postes à l'administration centrale du ministère des Affaires étrangères et des fonctions aux ambassades de France en Tchécoslovaquie, au Maroc, au Canada et, enfin, au Népal.
Après avoir été décoré de la Légion d'honneur et de l'ordre national du Mérite, il est, au moment de sa mort en 2017, le dernier survivant de son expédition en Himalaya.

## Biographie

### Jeunesse et Résistance intérieure (1919–1945)

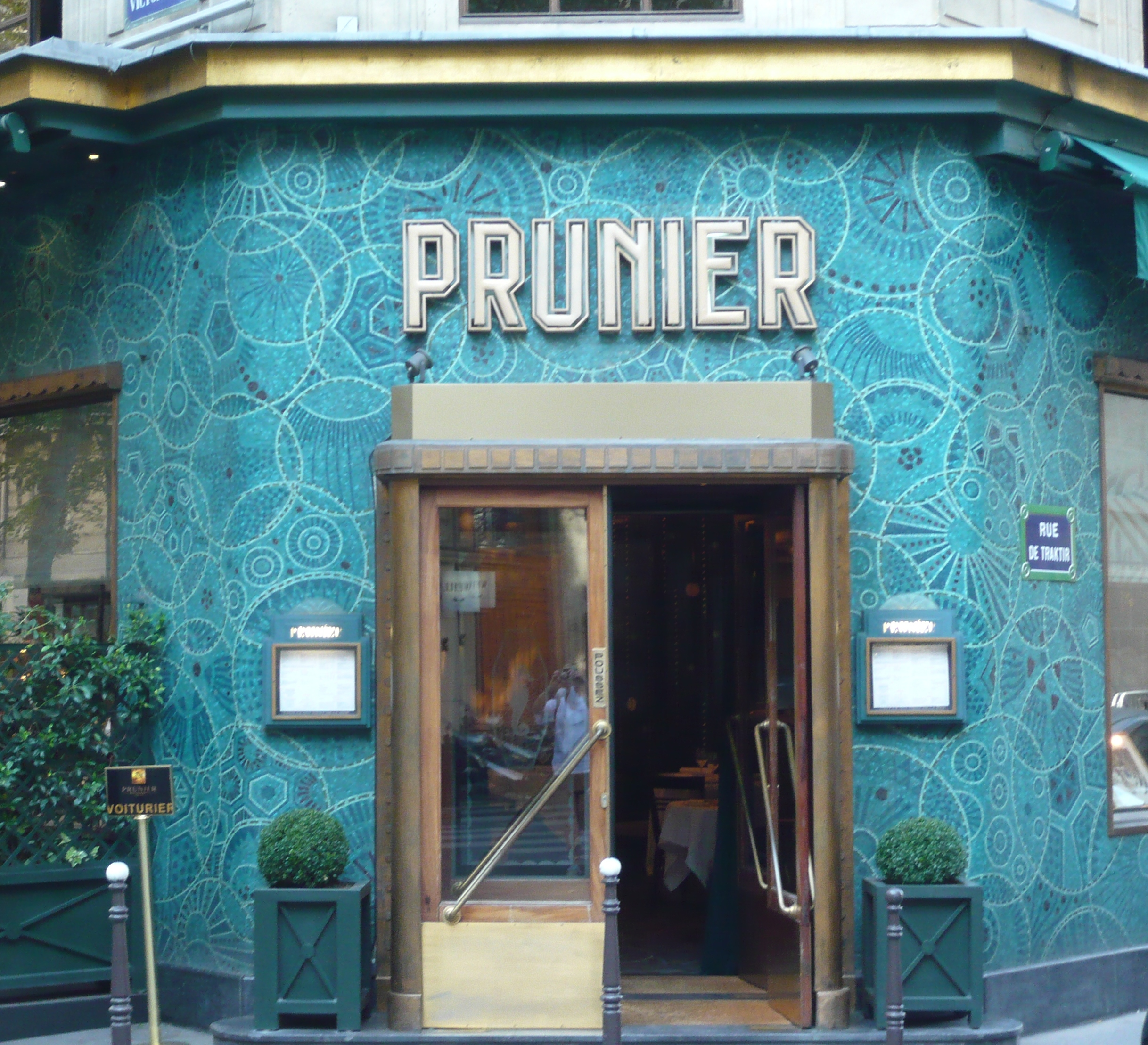
Francis de Noyelle grandit juste à côté du restaurant Prunier.

Francis Deloche de Noyelle, né le 9 décembre 1919 dans le 16e arrondissement de Paris, est fils de diplomates : André Deloche de Noyelle, ministre plénipotentiaire, et Jeanne née de Geer,. Il grandit au 1, rue de Traktir, juste à côté du restaurant Prunier. Il étudie au lycée Janson-de-Sailly, puis aux facultés des lettres et de droit de Paris, Poitiers, Montpellier et Grenoble.
Entre 1941 et 1942, il est chef adjoint du cabinet du préfet de l'Hérault. Durant la Seconde Guerre mondiale, il participe à la Résistance en Isère. Depuis janvier 1943, alors que sa couverture consiste à se faire passer pour un étudiant et scout grenoblois, il assure le bon fonctionnement d'un petit réseau, Goélette (partie intégrante du Bureau central de renseignements et d'action), qui s'étend jusqu'à Valence,. Sous les ordres du général de Gaulle, il est chargé d'agrandir le réseau. Sa mission consiste également à trouver des adresses de « dépôt », où il est possible de stocker tous les renseignements obtenus (photographies, plans et documents volés) avant qu'ils ne soient envoyés au service de renseignements du général de Gaulle situé à Londres. Après avoir recruté des membres de la famille Jackson (Phillip, Toquette et Sumner), il établit chez eux au 11, avenue Foch, une base de la Résistance à Paris,,. Après la libération de Grenoble en août 1944, il devient « interprète officier de liaison du commandant bataillon de tête des troupes libératrices ».

### Carrière diplomatique et ascension de l'Annapurna (1945–1985)
À la sortie de la guerre, Francis de Noyelle travaille au ministère des Affaires étrangères, en tant qu'administrateur à la direction d'Asie-Océanie (1946–1948),.

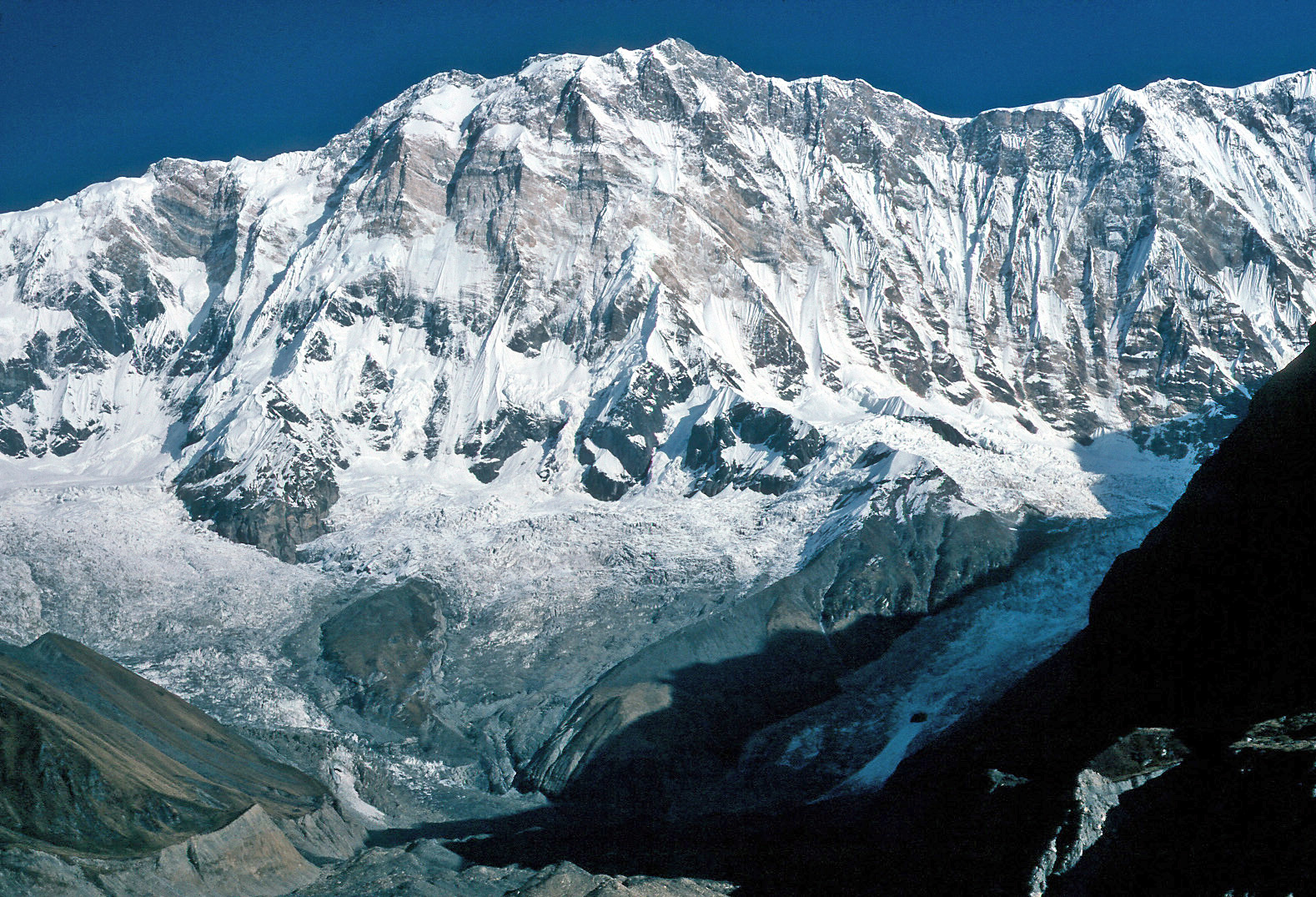
La face sud de l'Annapurna.

Alors second secrétaire à l'ambassade de New Delhi depuis 1948,, il part trois jours en reconnaissance au Népal en 1949, dans l'optique d'une possible expédition française en Himalaya. Après avoir négocié avec les autorités népalaises pour obtenir les autorisations, il participe, en tant que chargé de liaisons, à l'expédition de 1950 menée par Maurice Herzog, qui a conquis l'Annapurna,  premier des 14 sommets de 8 000 mètres ayant été gravis dans le monde,. Sa mission consiste à faciliter le transfert de matériel, à recruter les porteurs népalais et à obtenir les bulletins météo,. Il participe à l'ascension mais ne va pas plus loin que le deuxième camp, situé à 5 600 m d'altitude,. En cours d'ascension, il est le seul à effectuer des essais de masque à oxygène, dans un but uniquement médical,. Outre le cinéaste de l'expédition Marcel Ichac, Francis de Noyelle tourne également des images — en format Super 8 — de la grimpée, ; il enregistre près de 40 minutes de film. À leur retour en France, Francis de Noyelle et ses compagnons alpinistes sont reçus à la salle Pleyel (8e arrondissement de Paris) puis au palais de l'Élysée pour célébrer leur exploit ; le président de la République Vincent Auriol, cinq ministres et toutes les personnalités du sport et de l'alpinisme sont présents.

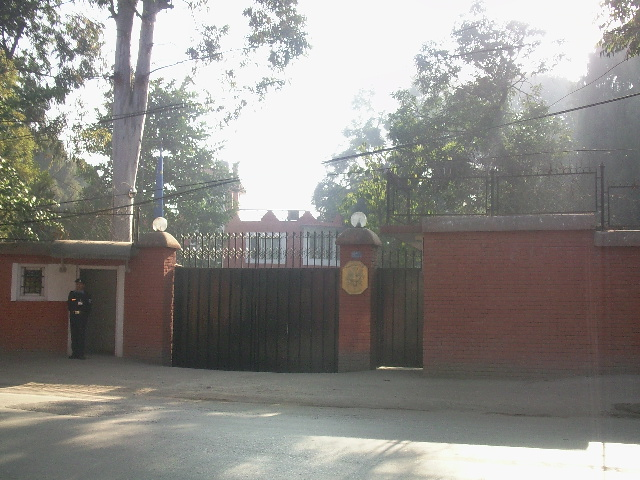
L'ambassade de France au Népal.

Après l'expédition, il intègre le service de la direction de la presse de l'administration centrale consacré aux questions américaines. Deux ans plus tard, en 1952, il rejoint l'ambassade en Tchécoslovaquie et y devient deuxième puis premier secrétaire,. En 1955, il accède au poste de chef adjoint de cabinet à la résidence générale de France au Maroc. Il reste jusqu'en 1958 à Rabat et y est nommé premier secrétaire de l'ambassade,. Il revient collaborer à l'administration centrale, plus particulièrement dans la section de la direction des affaires économiques spécialisée dans les questions relatives au continent africain. En 1966, il part pour Ottawa où il exerce ses fonctions de conseiller à l'ambassade française au Canada jusqu'en 1969,, date à laquelle il part intégrer le service du courrier et de la valise diplomatique de l'administration centrale. Il est promu sous-directeur de ce service en 1971. Francis de Noyelle est nommé haut fonctionnaire de défense en 1978. Après avoir rédigé un rapport de fin de mission pour le ministère, il est nommé ambassadeur au Népal le 10 septembre 1980,,,, et remplace ainsi François de Testa. Alors que son mandat au Népal doit expirer le 4 mars 1984, il est remplacé à partir du 15 février par Lionel de Warren et prend sa retraite l'année suivante.

### Retraite et fin de vie (1985–2017)
Après avoir été admis à faire valoir ses droits à la retraite, Francis de Noyelle est chargé de mission à la Croix-Rouge française pendant quatre ans (1985–1989). Il est parallèlement nommé juge assesseur à la Commission des recours des réfugiés (1986–1998).
En 2000, il participe à la célébration du cinquantenaire de l'ascension française de l'Annapurna.
Alors qu'il est le dernier survivant de son expédition en Himalaya, Francis de Noyelle meurt le 30 mars 2017, à l'âge de 97 ans. Ses obsèques sont célébrées le 3 avril suivant, au temple protestant de l'Étoile (17e arrondissement de Paris),.

### Vie privée et engagement associatif
Depuis son très jeune âge, Francis de Noyelle a pour passions le tennis et le ski, deux sports qu'il pratique jusqu'à la fin de sa vie — respectivement jusqu'à ses 85 et 90 ans.
Sa femme Odette-Juliette, née Petit-Delrieu le 14 octobre 1920 à Strasbourg (Bas-Rhin) et morte le 9 décembre 2009, est également diplomate. Ensemble, ils ont trois enfants : Luc, Guy et Marc. Ils vivent à Paris et séjournent une partie de l'année dans leur chalet situé à Saint-Nicolas-de-Véroce (Saint-Gervais-les-Bains, Haute-Savoie).
Il est membre de la Société des explorateurs français, du Cercle du mardi et du comité scientifique de la Fédération française des clubs alpins et de montagne (FFCAM). C'est en tant que membre de la FFCAM qu'il contribue notamment à la création du musée international de la montagne, situé dans la vallée de Pokhara.

## Distinctions

### Décorations
- Chevalier de la Légion d'honneur (décret de 1966)[1],[31]
- Médaille militaire[1]
- Officier de l'ordre national du Mérite[1]
- Croix de guerre 1939–1945[1],[2]
- Médaille de la Résistance française (décret du 6 septembre 1945)[1],[32]
- Chevalier de l'ordre protestant de Saint-Jean[1]

### Prix
- Prix Virginie-Hériot (1950)[33]